# Constantino V de Constantinopla

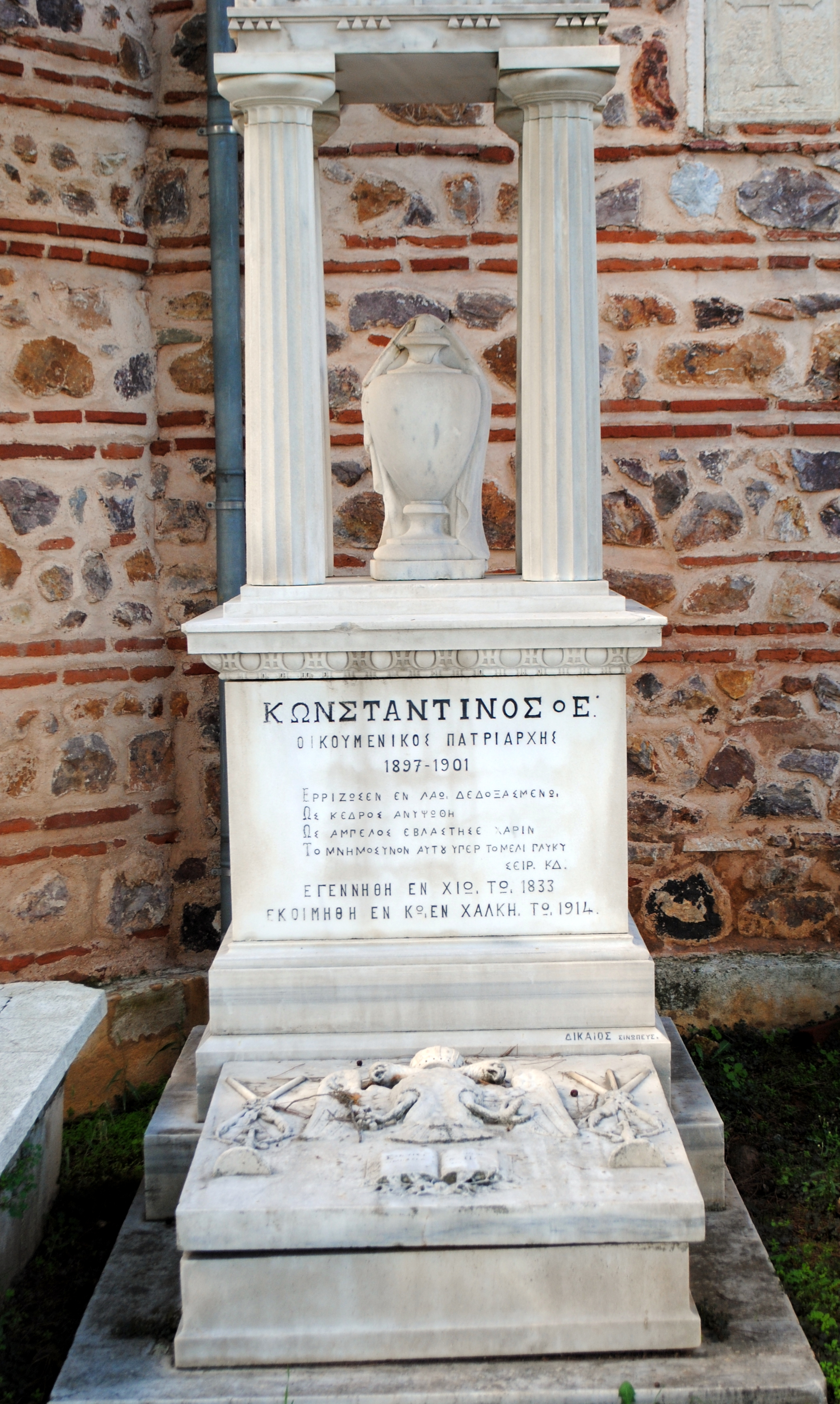
Túmulo de Constantino V em Halkis.

Constantino V de Constantinopla (em grego: Κωνσταντίνος Ε΄; 11 de janeiro de 1833 – 27 de fevereiro de 1914), nascido Constantino Valiadis (em grego: Κωνσταντίνος Βαλιάδης; romaniz.: Konstantínos Valiádis), foi patriarca ecumênico de Constantinopla entre 1897 e 1901.

## História
Constantino V nasceu em novembro de 1833 em Vessa, na ilha de Quio. Seu pai, que era padre e professor, foi o responsável pelos primeiros anos de sua educação. Terminados os estudos, Constantino deixou a ilha e se matriculou na Escola Teológica de Halki, onde se graduou em 1857. De lá, seguiu para estudar na Universidade de Atenas.
Quando seu tio foi eleito patriarca como Sofrônio III, Constantino o seguiu para Istambul e tornou-se seu secretário. Em 1864, foi ordenado diácono e continuou servindo seu tio mesmo depois que ele foi deposto em 1866. Sofrônio enviou Constantino para a Europa para concluir seus estudos, em Estrasburgo, na Suíça e em Heidelberg. Em 1872, Constantino tornou-se secretário do Santo Sínodo e dois anos depois foi ordenado padre. Em 1876, foi consagrado bispo e serviu na metrópole de Mitilene, na ilha de Lesbos. Em 1893, assumiu a metrópole de Éfeso. Neste ínterim, foi candidato ao torno patriarcal nas eleições de 1884, 1887 e 1891. Finalmente, em 2 de abril de 1897, após a renúncia de Ântimo VII, Constantino foi eleito patriarca.
Durante seu patriarcado, nomeou uma comissão para publicar o texto original do Novo Testamento numa versão oficial do Patriarcado, uma ideia que ele já vinha cultivando havia muitos anos. Esta versão acabou publicada depois que ele deixou o trono, em 1904, às suas custas. Constantino também tinha um interesse particular pelos sermões e pela música eclesiástica bizantina. Outro assunto importante foi a interrupção nas relações com Patriarcado de Antioquia, o que o fez se aproximar da Igreja Anglicana. Durante seu patriarcado, todas as dioceses da Macedônia foram elevadas ao status de metrópoles.
Durante a Semana Santa de 1901, como resultado de seus sermões como patriarca, um grupo de bispos metropolitanos exigiram sua renúncia. Um porta-voz da Sublime Porta tentou reconciliar as facções em disputa, mas não conseguiu. Finalmente, na manhã da Sexta-Feira Santa, um decreto imperial foi assinado depondo Constantino do patriarcado.
Depois disto, Constantino se retirou para Halki, onde morreu vítima de complicações de sua diabetes em 27 de fevereiro de 1914. Em setembro de 2015 foi inaugurado um busto em sua homenagem na praça central de Vessa, em Quio, pelo patriarca Bartolomeu.